# Akadimia Platonos

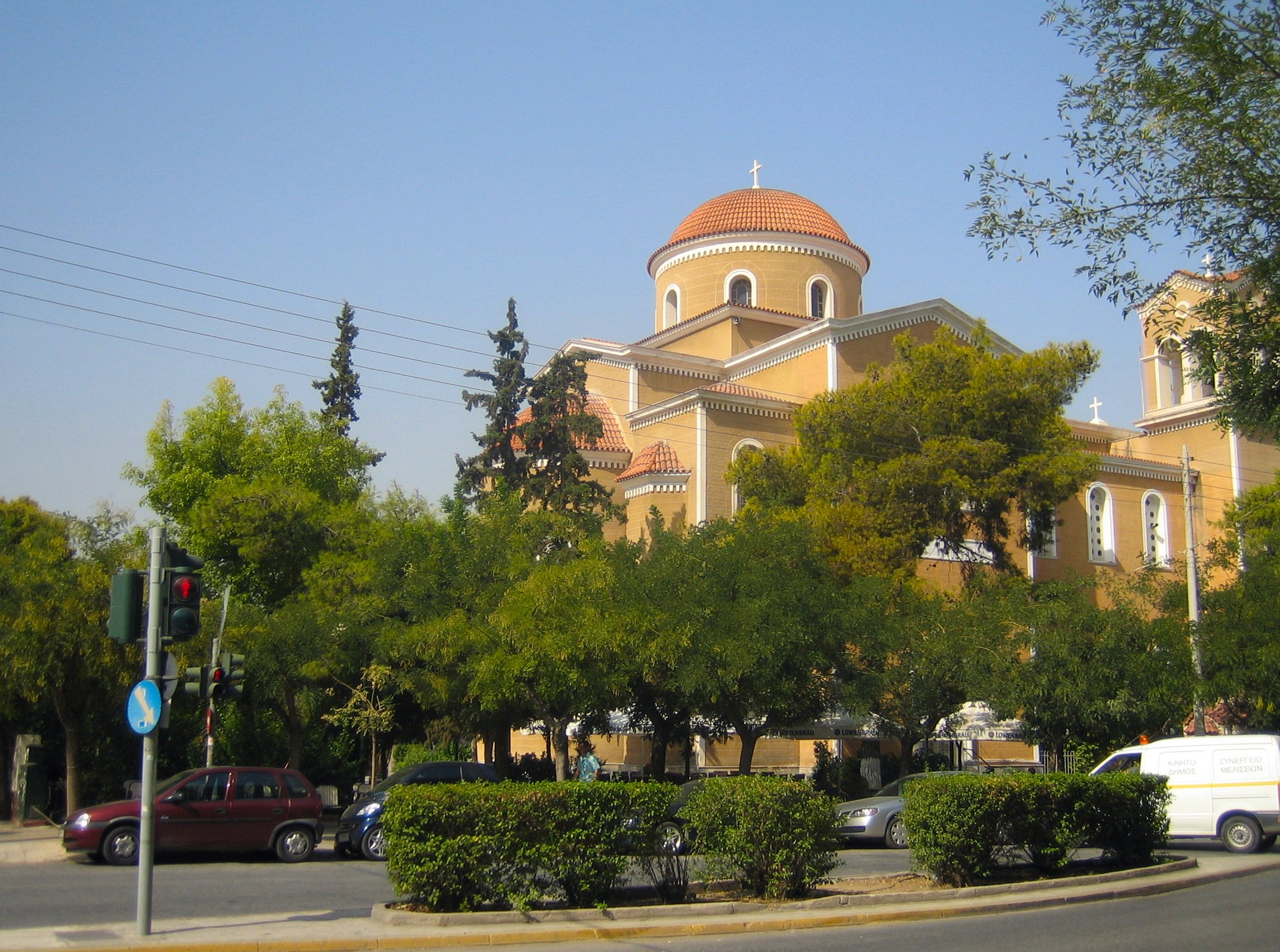
Kirche im Stadtviertel Akadimia Platanos

Akadimia Platonos (griechisch Ακαδημία Πλάτωνος) ist ein Stadtviertel im Nordwesten der griechischen Hauptstadt Athen. Das nach der Platonischen Akademie benannte Stadtviertel hat eine Fläche von einem Quadratkilometer und ungefähr 15.000 Einwohner.

## Lage und Charakter
Das Stadtviertel liegt in der Nähe der Lenorman-Straße und des Athinon-Boulevards. Es grenzt im Norden an Sepolia, nach Osten an Kolonos und im Süden an Votanikos und Prophitis Daniil. Seine städtische und industrielle Entwicklung begann im frühen 20. Jahrhundert, mit größerer Intensität in der Periode nach dem Zweiten Weltkrieg und dem Bürgerkrieg. Große Wohngebäude mit acht bis zehn Stockwerken prägen das Stadtviertel. Es gilt als heruntergekommen; Einwohner zeigen sich durch das vermehrte Auftreten von Immigranten beunruhigt.

## Archäologische Stätte

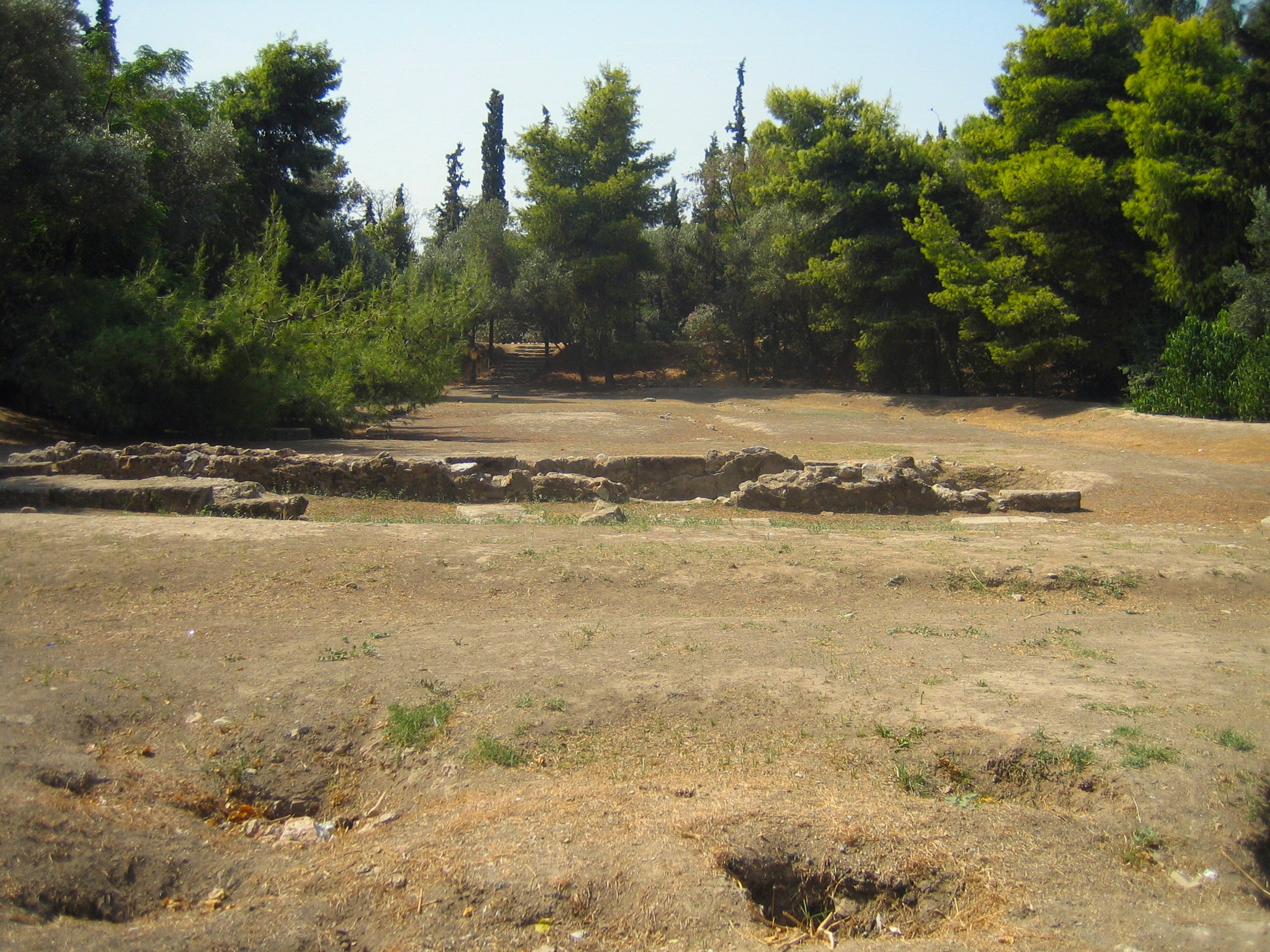
Ausgrabungen im Park Akadimia Platonos

Die Gegend war seit vorgeschichtlicher Zeit bis zum 6. Jahrhundert v. Chr. bewohnt. Im 6. Jahrhundert v. Chr. wurde hier eines der drei berühmten Gymnasien von Athen gegründet. 
387 v. Chr. wurde von Platon in dieser Gegend die Platonische Akademie gegründet, die bis zu ihrer Schließung durch Kaiser Justinian I. 529 in Betrieb war. 
Kimon soll das Gelände bepflanzt haben.
Die Ausgrabungen auf dem parkartigen Gelände der Akademie begannen im Jahre 1929 und dauern – mit einer Unterbrechung von 1940 bis 1955 bis heute an.
Nach neueren Plänen soll auf einem Teil der archäologischen Stätte das neue Museum von Athen, ein Antikenmuseum mit 130.000 Exponaten, gebaut werden. Weiter gehende Pläne sehen ein Netz von Fußgängerzonen vor, die den Bezirk Kerameikos mit Akadimia Platonos verbinden.